# ميخائيل د. هيلي
ميخائيل د. هيلي (بالإنجليزية: Michael D. Healy)‏ هو عسكري أمريكي، ولد في 13 يونيو 1926 في شيكاغو في الولايات المتحدة، وتوفي في 14 أبريل 2018 في جاكسونفيل في الولايات المتحدة.